# Phumosia testacea
Phumosia testacea este o specie de muște din genul Phumosia, familia Calliphoridae. A fost descrisă pentru prima dată de Senior-white în anul 1923. Conform Catalogue of Life specia Phumosia testacea nu are subspecii cunoscute.